# Đại học Rennes I
Trường Đại học Rennes 1 (tiếng Pháp: Université Rennes 1) là một trường đại học công lập của thành phố Rennes, Pháp. 
Trường chuyên đào tạo về các chuyên ngành Luật, Kinh tế, Quản lý và các ngành Toán, Sinh học, Vi tính,... Trường được xếp thứ 7 trong bảng các trường đại học hàng đầu của Pháp (theo bảng xếp hạng Ranking Web of World Universities) và thứ 282 trong số các trường đại học hàng đầu thế giới (theo bảng xếp hạng Global Universities Ranking). Riêng chuyên ngành Toán, trường đứng thứ 51 thế giới theo bảng xếp loại của Thượng Hải.

## Lịch sử

#### Thành lập Đại học Bretagne
Khi được hỏi bởi Francis II, Công tước xứ Bretagne, Giáo hoàng đã tạo ra trường đại học đầu tiên của Bretagne ở Nantes vào năm 1460. Lúc đó, trường dạy nghệ thuật, y học, luật pháp và thần học. Năm 1728, thị trưởng thành phố Nantes, Gérard Mellier, đã yêu cầu trường đại học được chuyển đến Rennes, nơi có định hướng thương mại nhiều hơn. Trường Luật được chuyển đến Rennes vào năm 1730. Năm 1793, Cách mạng Pháp đã đóng cửa tất cả các trường đại học và phải đến năm 1806, trường Luật mới mở cửa trở lại ở Rennes.

#### Phát triển các khoa ở Rennes
Năm 1808, Napoléon I tổ chức lại các trường đại học ở Pháp, tạo ra Đại học Pháp. Từ 2 thành phố ban đầu là Đại học Bretagne, chỉ có Rennes được đưa vào Đại học này. Nantes đã phải đợi đến năm 1970 để có lại trường đại học. Năm 1810, một khoa thư được mở ra, gồm văn học Pháp, văn học nước ngoài, văn học cổ đại, lịch sử và triết học. Khoa Khoa học vẫn mở tại Rennes vào năm 1840. Ba khoa đó vẫn chưa có ranh giới rõ ràng giữa họ cho đến năm 1885 với việc tạo ra một "Conseil des facultés". Vào giữa thế kỷ 19, chúng được tập trung tại Đại học Palais, hiện nằm ở Quai Émile Zola, nhưng sau đó nằm rải rác trong trung tâm thành phố. Do đó, khoa Luật và khoa Thư tín đã được di dời vào năm 1909 tại Séminaire, hiện nằm ở Place Hoche.

#### Thành lập Đại học Rennes 1
Năm 1969, để thực thi sự phát triển của các trường đại học Pháp, một đạo luật đã được thông qua, tách Đại học Rennes thành hai thực thể mới. Trường đại học mới này lấy tên là Đại học Rennes 1.

## Địa điểm
Hầu hết các khu đất rộng 1,64 km² của trường đại học nằm trong ranh giới thành phố Rennes, nhưng nó có các địa điểm khác nằm rải rác xung quanh Bretagne. Ba cơ sở chính nằm ở Beaulieu (phía đông Rennes), Villejean (ở phía tây bắc Rennes) và một cơ sở trung tâm.
Nằm ở phía đông bắc của thành phố, Beaulieu là một khu phức hợp lớn vẫn đang được phát triển vào năm 1969. Beaulieu là ngôi nhà của hơn một chục tòa nhà khoa học (dành cho các khoa Toán học, Vật lý, Sinh học và các trường khác như INSA). Các cơ sở thể thao và tòa nhà giải trí của học sinh cũng nằm ở đó.
Ở phía tây bắc, khu vực Villejean tập hợp các Khoa Ngoại ngữ, Nghệ thuật, Khoa học Con người và Khoa học Xã hội của Rennes 2. Khoa Y của Đại học Rennes I nằm ở rìa khuôn viên Villejean, trung tâm bệnh viện lớn nhất của Bretagne, Pontchaillou.
Trung tâm thành phố có hai tòa nhà riêng biệt: Khoa Luật và Khoa học Chính trị, và Khoa Khoa học Kinh tế, trước đó là một nhà thờ chứa thư viện của hai khoa.
Có những địa điểm khác ở Lannion, Saint-Brieuc, Saint-Malo, Fougères và Dinard; một số trung tâm nghiên cứu ở Monterfil, Paimpont và hòn đảo Bailleron; và một bảo tàng thuộc sở hữu của trường đại học ở Penmarch.

## Liên kết đào tạo tại Việt Nam
Năm 2011, Đại học Rennes 1 triển khai chương trình liên kết đào tạo quốc tế Thạc sĩ Quản trị Tài chính - Nguồn Vốn với Trường Đại học Ngoại thương, Việt Nam theo Quyết định số 3118/QĐ-BGDĐT ngày 1/8/2011 của Bộ trưởng Bộ Giáo dục và Đào tạo.

## Tổ chức
Trường bao gồm 9 khoa trực thuộc, 7 viện nghiên cứu, và 2 trường kỹ sư:
- Khoa Kinh tế nằm ở trung tâm với khoảng 2000 sinh viên.
- Khoa Chính trị với khoảng 250 sinh viên
- Khoa Luật và Pháp lý với hơn 5000 sinh viên
- Khoa Dược với khoảng 1000 sinh viên
- Khoa Răng với hơn 500 sinh viên
- Khoa Toán với 500 sinh viên
- Viện Quản lý Rennes (IGR) với khoảng 1000 sinh viên
- Viện Đào tạo cao cấp về Vi tính và Truyền thông với khoảng 900 sinh viên
- Trường Kỹ sư cao cấp Rennes (ESIR) với khoảng 120 sinh viên
- Trường Quốc gia cao cấp về Khoa học ứng dụng và Kỹ thuật với khoảng 400 sinh viên.

## Chất lượng đào tạo
- Trường cấp hơn 500 loại bằng quốc gia, hơn 100 bằng đại học của trường và nhiều chương trình cho việc thi công chức.
- Đại học: Đại học Rennes 1 đào tạo 18 ngành đại học khác nhau, mỗi ngành lại được chia làm nhiều chuyên ngành riêng. Chẳng hạn, ngành Luật, Kinh tế và Quản lý được chia làm 7 chuyên ngành riêng biệt, ngành Khoa học xã hội và Nhân văn chỉ có 1 chuyên ngành, ngành Khoa học, Kỹ thuật và Sức khỏe được chia làm 10 chuyên ngành khác nhau. 4 ngành đào tạo đại học được đánh giá chất lượng rất cao và được chấm điểm cao nhất (A+) của trường bao gồm ngành Toán, ngành Công nghệ thông tin, ngành Chính trị và ngành Luật, Kinh tế và Quản lý (theo bảng chấm của AERES). 12 ngành khác đạt điểm B và 2 ngành đạt điểm C.
- Thạc sĩ: Thạc sĩ cũng được chia làm nhiều ngành khác nhau, mỗi ngành lại được chia nhỏ thành nhiều chuyên ngành, trong một số trường hợp được chia nhỏ theo chuyên môn. Cụ thể, bằng thạc sĩ Khoa học và kỹ thuật được chia làm 9 ngành, sau đó chia thành 36 chuyên ngành. Thạc sĩ Khoa học nhân văn có 15 ngành được chia nhỏ ra 52 chuyên ngành. Đặc biệt, Thạc sĩ chuyên ngành Toán (khoa Toán) được bình bầu ở châu Âu, thạc sĩ chuyên ngành Tài chính ngân hàng (khoa Kinh tế) được đánh giá là một trong 3 trường hàng đầu của Pháp.
- Tiến sĩ: 4 trường tiến sĩ đào tạo 19 chuyên ngành tiến sĩ khác nhau.

## Các sinh viên cũ của trường
- Christian Noyer: Phó chủ tịch Ngân hàng Trung ương châu Âu - Thống đốc Ngân hàng Trung ương Pháp - Chủ tịch Ngân hàng Thanh toán quốc tế.
- Paul Biyoghe Mba: Thủ tướng - Cộng hòa Gabon.
- Edmon Hervé: Chính trị gia (từng nắm giữ chức thị trưởng thành phố Rennes và bộ trưởng).